# Myersiohyla kanaima
Myersiohyla kanaima és una espècie de granota que viu a Guaiana i, possiblement també, al Brasil i Veneçuela.